# Stefánia badeni nagyhercegné
Stefánia badeni nagyhercegné, született Stéphanie de Beauharnais grófnő (franciául: Comtesse Stéphanie de Beauharnais, princesse française, németül: Großherzogin Stephanie von Baden, teljes nevén Stéphanie Louise Adrienne; Versailles, 1789. augusztus 28. – Nizza, 1860. január 29.) a Beauharnais-házból származó francia nemes kisasszony, Roches-Baritaud grófnője, később francia császári hercegnő, házassága révén Baden nagyhercegnéje.

## Származása és ifjúkora
Stéphanie de Beauharnais 1789-ben született Versailles-ban, a francia forradalom kezdetén Claude de Beauharnais, Roches-Baritaud grófja (1756–1819) és Claude Françoise de Lezay (1767–1791) második gyermekeként, illetve egyetlen leányaként. Édesanyja halálát követően 1799-ben édesapja újra megnősült, második feleségétől egy leány származott.
1779-ben Stéphanie nagybátyja, Alexandre de Beauharnais feleségül vette Joséphine Tascher de la Pagerie-t, aki férje kivégzése után több tiszttel is viszonyt folytatott, mígnem 1796-ban nőül nem ment Napoléon Bonaparte tábornokhoz. Stéphanie így tulajdonképpeni unokahúga lett Bonaparténak, s amikor Franciaország Első Konzulja 1804-ben Franciaország császárává koronázta magát, Stéphanie is a császári család tagjává vált, és így külön lakosztályt tartottak fenn számára a Tuileriákban.

## Házassága
A császári család tagjaként Napóleon azt a szerepet szánta Stéphanie-nak, hogy általa köt szövetséget a Badeni Választófejedelemséggel. Károly Frigyes választófejedelem unokája, Károly trónörökös herceg és Stéphanie házasságkötésével kívánta megerősíteni a badeni–francia szövetséget. Napóleon ekkor örökbe fogadta Stéphanie-t, aki így francia császári hercegnői rangot (Princesse Française) kapott. Károly herceg és Stéphanie hercegnő esküvőjét 1806. április 8-án tartották Párizsban, ünnepélyes keretek között. Ugyanabban az évben, július 25-én Károly Frigyes választófejedelem Baden nagyhercegének kiáltotta ki magát, és ő lett a rövid életű Rajnai Szövetség feje.
Stéphanie és Károly herceg viszonya a kezdetektől fogva hűvös volt. Mindkét fél megtagadta a közös háztartásban élést: Károly herceg agglegényi életmódot folytatva Karlsruhéban lakott, míg felesége Mannheimben rendezett be saját rezidenciát. Napóleonnak nem nyerte el tetszését fogadott leányának és vejének kapcsolata, így Károly Frigyes nagyherceg felajánlotta a házaspár számára Schwetzingen kastélyát, közös nyári otthonnak, azonban ezt Károly herceg nem volt hajlandó elfogadni. Amikor kiderült, hogy a betegségben szenvedő Károly Frigyes nagyherceg már nem élhet sokáig, Károly hercegnek és feleségének az utódlás biztosítása érdekében össze kellett költöznie. A házaspár 1811. június 10-én foglalta el Baden trónját, így Stéphanie-ből Stefánia néven Baden nagyhercegnéje lett.

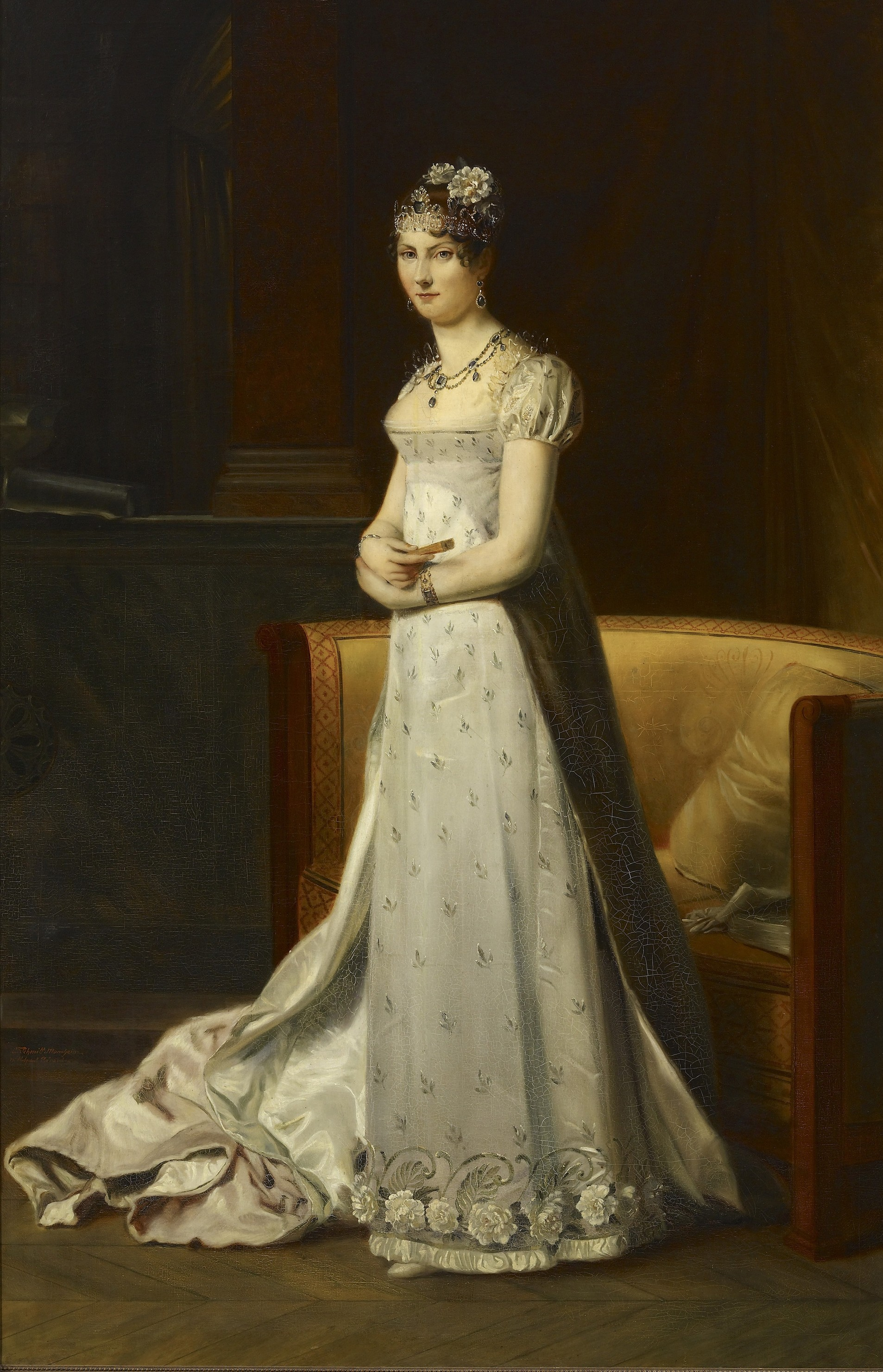
Stéphanie de Beauharnais (1806; François Gérard)

### Gyermekei
Károly nagyhercegnek és Stefánia nagyhercegnének öt gyermeke született, két fiú és három leány. Mindkét fiuk még csecsemőként elhalálozott.
- Lujza Amália hercegnő (1811–1854), Gusztáv svéd királyi herceg (1799–1877) feleségeként Vasa hercegnéje
- Fiúgyermek (1812. szeptember 29. – 1812. október 16.), egyes feltételezések szerint azonos Kaspar Hauserrel
- Jozefina Friderika hercegnő (1813–1900), Károly Antal hohenzollern–sigmaringeni herceg felesége
- Sándor herceg (1816. május 1. – 1816. május 8.)
- Mária Amália hercegnő (1818–1888), William Alexander Hamilton nejeként Hamilton hercegnéje.

## Kaspar Hauser
Kaspar Hauser egy nürnbergi lelencgyermek volt, aki élete nagy részét egy szobába zárva töltötte. Felmerült a gyanú, hogy Hauser valójában valamelyik uralkodóház gyermeke, akit politikai okból állítottak félre. Anselm von Feuerbach nyomozást kezdett az ügyben, és arra a következtetésre jutott, hogy Hauser rokonságban áll a badeni nagyhercegi családdal.
Elmélete szerint mikor 1812. szeptember 29-én megszületett Stefánia nagyhercegné első fia, a gyermeket – Kaspar Hausert – egy beteges, haldokló csecsemővel cserélték ki, aki néhány napon belül elhunyt. Mivel a nagyhercegi pár második fiúgyermeke is elhalálozott, a badeni trónnak nem volt várományosa, így azt Károly nagyherceg 1818. december 8-án bekövetkezett halála után előbb nagybátyja, majd egy morganatikus házasság során létrejött oldalág foglalta el. Stefánia nagyhercegné özvegyként visszavonult életet élt, és odaadó anyaként felügyelte három leánya életének alakulását. Mannheimi palotája a kor művészeinek és nagy gondolkozóinak kedvelt szalonja lett.
Az özvegy nagyhercegnéhez is eljutottak von Feuerbach feltételezései, és benne is felmerült a gyanú, hogy első fia még életben lehet. Stefánia nagyhercegné Ansbachba utazott, ahol egy parki sétája során megfigyelhette Hausert, és állítólag férje vonásait vélte felismerni benne. Ennek ellenére nem tett további lépéseket ez ügyben. 1833. december 14-én Hausert az ansbachi parkba hívták azzal az indokkal, hogy Stefánia nagyhercegné látni kívánja őt. A gyanútlan Hausert meggyilkolták, a merénylet hátterében minden valószínűség szerint Stefánia utódja, Zsófia badeni nagyhercegné állt. A Hauser-ügy rejtélyére máig sem tudtak fényt deríteni.
Stefánia nagyhercegné 1860. január 29-én hunyt el Nizzában, 70 éves korában.